# Jagdstaffel 63

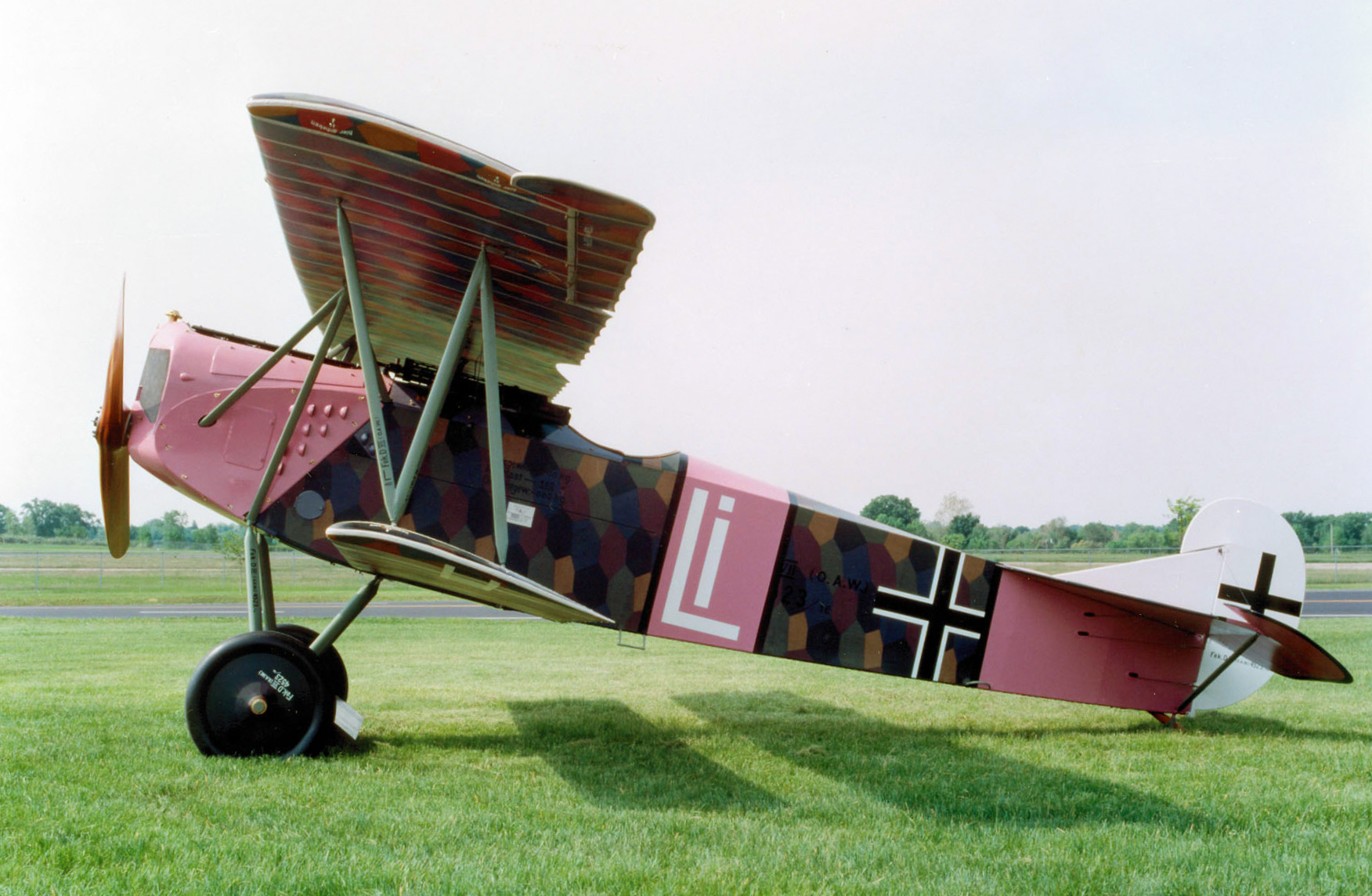
Fokker D.VII

Jagdstaffel 63 – Königlich Preußische Jagdstaffel Nr. 63 – Jasta 63 jednostka lotnictwa niemieckiego Luftstreitkräfte z okresu I wojny światowej.

## Informacje ogólne
Jednostka została utworzona 16 stycznia 1918 roku w szkole obserwatorów i pilotów ('Flieger-Beobachterschule) w Warszawie. Pierwszym dowódcą eskadry został ppor. Fritz Loerzer z Jagdstaffel 26, który po uformowaniu eskadry i osiągnięciu jej gotowości bojowej 26 stycznia, powrócił do swojej macierzystej jednostki 21 lutego. Na jego miejsce został wyznaczony ppor. Hermann Leptien z Jagdstaffel 21, który pozostał na tym stanowisku do zakończenia wojny.
1 lutego 1918 roku eskadra została przydzielona do 18 Armii i stacjonowała na lotnisku w Grivy. 24 marca Jan Santier odniósł pierwsze zwycięstwo.
Od 6 lipca eskadra została przydzielona w obszar działania 1 Armii i stacjonowała w Bignicourt. Kolejna zmiana nastąpiła 12 sierpnia 1918 roku, jednostka została skierowana do Sante-Nord i przydzielona do 6 Armii. W obszarze działań 6 Armii pozostała do końca wojny.
Eskadra walczyła między innymi na samolotach Albatros D.V, Fokker D.VII.
Jasta 63 w całym okresie wojny odniosła ponad 16 zwycięstwa nad samolotami nieprzyjaciela. W okresie od lutego 1918 do listopada 1918 roku jej straty wynosiły 7 zabitych w walce oraz jeden zabity pilot w wypadku lotniczym.
Łącznie przez jej personel przeszło 3 asów myśliwskich:
Martin Johns (7), Hermann Leptien (4), Fritz Loerzer

## Dowódcy Eskadry
| Stopień      | Nazwisko        | Okres                   |
| ------------ | --------------- | ----------------------- |
| Podporucznik | Fritz Loerzer   | 16.01.1918 – 21.02.1918 |
| ?            | ?               | 22.02.1918 – xx.03.1918 |
| Porucznik    | Hermann Leptien | xx.03.1918 – 11.11.1918 |